# San José del Golfo
San José del Golfo è un comune del Guatemala facente parte del dipartimento di Guatemala.
Il comune venne istituito il 17 marzo 1882, durante il governo del generale Justo Rufino Barrios, all'epoca Governatore del Guatemala. Inserito nel 1908 del dipartimento di El Progreso, tornò a far parte del dipartimento di Guatemala nel 1920.